# 西河镇 (永靖县)
西河镇，是中华人民共和国甘肃省临夏回族自治州永靖县下辖的一个乡镇级行政单位。

## 行政区划
西河镇下辖以下地区：
白川村、二房村、红城村、陈家湾村、沈王村、红庄湾村、滩子村、周家村、瓦房村、黄草岭村和司家岭村。